# Temporada 1974 del Campeonato Europeo de Fórmula Dos
La temporada 1974 del Campeonato Europeo de Fórmula Dos fue la octava edición de dicho campeonato.

## Calendario
|    | Circuito     | Fecha               | Vueltas | Distancia        | Tiempo              | Velocidad                 | Pole Position         | Vuelta rápida         | Ganador                           |
| -- | ------------ | ------------------- | ------- | ---------------- | ------------------- | ------------------------- | --------------------- | --------------------- | --------------------------------- |
| 1  | Barcelona    | 24 de marzo         | 54      | 3.79=204.66 km   | 1'18:47.68          | 155.843 km/h              | Hans-Joachim Stuck    | Hans-Joachim Stuck    | Hans-Joachim Stuck                |
| 2  | Hockenheim   | 7 de abril          | 20+20   | 6.789=271.56 km  | 1'21:37.1           | 199.632 km/h              | Hans-Joachim Stuck    | Hans-Joachim Stuck    | Hans-Joachim Stuck                |
| 3  | Pau          | 5 de mayo           | 75      | 2.76=207.0 km    | 1'54:33.57          | 108.415 km/h              | Patrick Depailler     | Jacques Laffite       | Patrick Depailler                 |
| 4  | Salzburgring | 2 de junio          | 50      | 4.238=211.9 km   | 1'00:33.00          | 209.975 km/h              | Tom Pryce             | José Dolhem           | Jacques Laffite                   |
| 5  | Hockenheim   | 9 de junio          | 20+15   | 6.789=237.615 km | 1'11:43.9           | 198.753 km/h              | Hans-Joachim Stuck    | Jean-Pierre Jabouille | Jean-Pierre Jabouille             |
| 6  | Mugello      | 14 de julio         | 25+25   | 5.245=262.25 km  | 1'32:46.4           | 169.607 km/h              | Jacques Laffite       | Jean-Pierre Jabouille | Patrick Depailler                 |
| 7  | Karlskoga    | 11 de agosto        | 68      | 3.0=204.0 km     | 1'23:00.4 1'23:00.7 | 147.458 km/h 147.449 km/h | Patrick Depailler     | Patrick Depailler     | Ronnie Peterson Patrick Depailler |
| 8  | Pergusa-Enna | 25 de agosto        | 30+30   | 4.808=288.48 km  | 1'24:31.9           | 204.761 km/h              | Hans-Joachim Stuck    | Hans-Joachim Stuck    | Hans-Joachim Stuck                |
| 9  | Hockenheim   | 28-29 de septiembre | 20+20   | 6.789=271.56 km  | 1'23:26.4           | 195.273 km/h              | Jean-Pierre Jabouille | Jean-Pierre Jabouille | Patrick Depailler                 |
| 10 | Vallelunga   | 13 de octubre       | 35+35   | 3.2=224.0 km     | 1'22:48.59          | 162.300 km/h              | Patrick Depailler     | Patrick Depailler     | Patrick Depailler                 |

## Clasificación de pilotos
Por cada carrera se otorgaron puntos: 9 puntos para el ganador, 6 para el segundo lugar, 4 para el tercer lugar, 3 para el cuarto lugar, 2 para el quinto lugar y 1 para el sexto lugar. No se otorgaron puntos adicionales.
| Lugar | Nombre                   | Equipo            | Equipo     | Coche | MNT | HOC | PAU | SAL | HOC | MUG | KAR | EMM | HOC | VLL | Points |
| ----- | ------------------------ | ----------------- | ---------- | ----- | --- | --- | --- | --- | --- | --- | --- | --- | --- | --- | ------ |
| 1     | Patrick Depailler        | March Engineering | March      | BMW   | 6   | 3   | 9   | -   | -   | 9   | 9   | -   | 9   | 9   | 54     |
| 2     | Hans-Joachim Stuck       | March Engineering | March      | BMW   | 9   | 9   | -   | -   | 4   | -   | -   | 9   | 6   | 6   | 43     |
| 3     | Jacques Laffite          | BP Racing France  | March      | BMW   | -   | -   | 6   | 9   | 6   | -   | 6   | -   | -   | 4   | 31     |
| 4     | Jean-Pierre Jabouille    | Écurie Elf        | Elf-Alpine | BMW   | 4   | -   | 3   | -   | 9   | -   | -   | -   | 4   | -   | 20     |
| 5     | David Purley             | Team Harper       | March      | BMW   | -   | -   | 1   |     |     |     |     |     |     |     | 13     |
| 5     | David Purley             | Team Harper       | Chevron    | Ford  |     |     |     | 6   | -   | -   | -   |     |     |     | 13     |
| 5     | David Purley             | Team Harper       | Chevron    | BMW   |     |     |     |     |     |     |     | 6   | -   | -   | 13     |
| 6     | Michel Leclère           | Équipe Elf        | Elf-Alpine | BMW   | 1   | 4   | 2   | -   | 2   | -   | -   | 3   | -   | -   | 12     |
| 7     | Patrick Tambay           | Équipe Elf        | Elf-Alpine | BMW   | -   | 2   | -   | 3   | -   | -   | -   | -   | 3   | 3   | 11     |
| 8     | Gabriele Serblin         | Trivellato Racing | March      | BMW   | 3   | -   | -   | -   | -   | -   | 3   | 4   | -   | -   | 10     |
| 9     | Tom Pryce                | Team Baty         | Chevron    | Ford  | -   | -   | -   | -   | 3   |     |     |     |     |     | 9      |
| 9     | Tom Pryce                | Team Baty         | Chevron    | BMW   |     |     |     |     |     | 4   | -   | -   | -   | 2   | 9      |
| 10    | Andy Sutcliffe           | Lewis Racing      | March      | BMW   | 2   | -   | 4   | -   | 1   | -   | -   | -   | -   | -   | 7      |
| 11    | John Watson              | Surtees Racing    | Surtees    | Ford  | -   | 6   | -   | -   | -   | -   | -   | -   | -   | -   | 6      |
|       | Jean-Pierre Paoli        | BP Racing France  | March      | BMW   | -   | -   | -   | -   | -   | 6   | -   | -   | -   | -   | 6      |
| 13    | Jacques Coulon           | March Engineering | March      | BMW   | -   | -   | -   | -   | -   | 3   | -   | -   | 2   | -   | 5      |
| 14    | José Dolhem              | Surtees Racing    | Surtees    | Ford  | -   | -   | -   | 4   | -   | -   | -   | -   | -   | -   | 4      |
|       | Masami Kuwashima         | Kuwashima Racing  | March      | BMW   | -   | -   | -   | -   | -   | -   | 4   | -   | -   | -   | 4      |
| 16    | Maurizio Flammini        | Equipe Nationale  | March      | BMW   | -   | -   | -   | 2   | -   | -   | -   | -   | -   | -   | 2      |
|       | Giancarlo Martini        | Trivellato Racing | March      | BMW   | -   | -   | -   | -   | -   | 2   | -   | -   | -   | -   | 2      |
|       | Alain Cudini             | Écurie Elf        | Elf-Alpine | BMW   | -   | -   | -   | -   | -   | -   | 2   | -   | -   | -   | 2      |
|       | Torsten Palm             | Team Robert       | GRD        | BMW   | -   | -   | -   | 1   | -   | -   | 1   | -   | -   | -   | 2      |
|       | Duilio Truffo            | Equipe Nationale  | March      | BMW   | -   | -   | -   | -   | -   | -   | -   | 2   | -   | -   | 2      |
|       | Alessandro Pesenti-Rossi | Equipe Nationale  | March      | BMW   | -   | -   | -   | -   | -   | -   | -   | -   | 1   | 1   | 2      |
| 22    | Bertil Roos              | Opert Racing      | Chevron    | Ford  | -   | 1   | -   | -   | -   | -   | -   | -   | -   | -   | 1      |
|       | Brian Henton             | March Engineering | March      | BMW   | -   | -   | -   | -   | -   | 1   | -   | -   | -   | -   | 1      |
|       | Cosimo Turizio           | Trivellato Racing | March      | BMW   | -   | -   | -   | -   | -   | -   | -   | 1   | -   | -   | 1      |